# 25. godzina
25. godzina (ang. 25th Hour) – dramat produkcji amerykańskiej, nakręcony w 2002 roku, wyreżyserowany przez Spike’a Lee.

## Fabuła
Monty Brogan jest dealerem narkotykowym, który zostaje skazany na siedem lat więzienia. Do zgłoszenia się w więzieniu został mu dzień. W ciągu 24 godzin zamierza pożegnać się ze swymi kompanami, dowiedzieć się, kto go wydał (podejrzenia padają na własną dziewczynę), rozliczyć się z własnych postępowań w przeszłości, opuścić swoją metropolię (Nowy Jork) i zacząć oswajać się z myślą o siedmiu długich latach spędzonych w więzieniu.

## Obsada
- Edward Norton – Monty Brogan
- Philip Seymour Hoffman – Jakob Elinsky
- Barry Pepper – Frank Slattery
- Rosario Dawson – Naturelle Rivera
- Anna Paquin – Mary D'Annunzio
- Brian Cox – ojciec Monty’ego
- Tony Devon – agent Allen
- Paul Diomede – Simon
- Levani Outchaneichvili – wujek Nikolai
- Aaron Stanford – Marcuse

## Ekipa
- Reżyser: Spike Lee
- Scenariusz: David Benioff
- Producent: Julia Chasman, Jon Kilik, Spike Lee, Tobey Maguire
- Zdjęcia: Rodrigo Prieto
- Scenograf: James Chinlund
- Kostiumy: Sandra Hernandez
- Muzyka: Terence Blanchard
- Montaż: Barry Alexander Brown
- Casting: Aisha Coley
- Współproducent: Edward Norton
- Producent wykonawczy: Nick Wechsler
- Kierownictwo artystyczne: John Frick, Nicholas Lundy
- Dekoracja planu: Barbara Haberecht, Ondine Karady

## Produkcja
25. godzina to drugi, po wyróżnianym Rób, co należy, obraz wyreżyserowany przez Spike’a Lee rozgrywający się w ciągu jednego dnia. Za scenariusz posłużyła doceniana przez krytyków powieść Davida Benioffa napisana w 2001 roku. Jeszcze przed jej publikacją prawa do ekranizacji kupiło Industry Entertainment i stawiający pierwsze kroki w roli producenta aktor Tobey Maguire. Sam autor został zaangażowany do napisania scenariusza na podstawie własnej powieści.
Na planie spotkała się sprawdzona i zgrana ekipa filmowa, która z reżyserem 25. godziny współpracowała w poprzednich jego produkcjach – kompozytor Terence Blanchard, projektantka kostiumów Sandra Hernandez i montażysta Barry Alexander Brown. Spike Lee zatrudnił także operatora Rodriga Prieto, twórcę zdjęć do takich filmów jak Frida czy 8. Mila.
Od czasu nakręcenia Malarii, Lee współpracuje z Terence’em Blanchardem. Kompozytor nagrywał swoją partyturę w Londynie. Do pomocy zatrudnił osiemdziesięciu muzyków z Królewskiej Orkiestry Filharmonicznej i Londyńskiej Orkiestry Symfonicznej.
Dużo pracy miała projektantka kostiumów, Sandra Hernandez, z uwagi na fakt, że akcja filmu rozgrywa się w jednym dniu. W przeważającej mierze w obrazie dominują kostiumy utrzymane w monochromatycznej, szaro-jasnobrązowo-czarno-niebieskiej tonacji, jednak w wybiegających w przyszłość sekwencjach przedstawiających alternatywną wizję potoczenia się losów Monty’ego, przeważają już bardziej żywe kolory.
Odpowiedzialną za casting i dobór aktorów była Aishy Coley, angażowana już w poprzednich filmach Lee. Ona zaproponowała Annę Paquin do zagrania roli Mary D'Annunzio, która początkowo planowana była dla Brittany Murphy.

## Nagrody i nominacje
- 2003: Złoty Glob w kategorii najlepsza muzyka – Terence Blanchard (nominacja)
- 2003: Złoty Niedźwiedź na festiwalu w Berlinie (nominacja)